# Thyrsodium herrerense
Thyrsodium herrerense là một loài thực vật thuộc họ Anacardiaceae. Đây là loài đặc hữu của Peru.